# 로칼섬

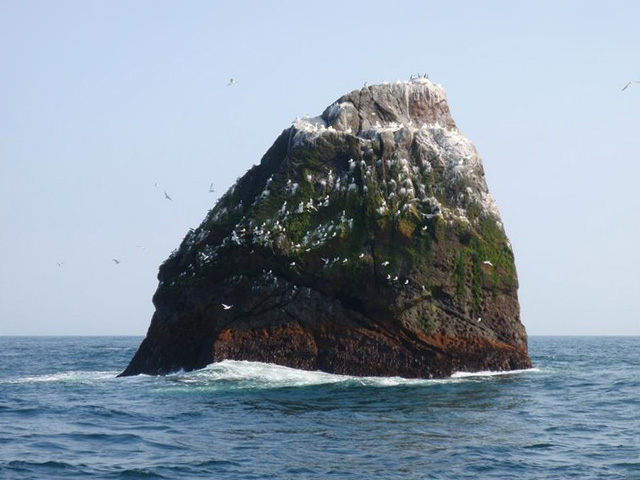
로칼섬

로칼섬(Rockall)은 북대서양에 있는 영국의 화강암으로 이루어진 섬이다.인구는 총 1명으로 사실상 가끔씩 연구원과 순찰원이 오는 것 빼고는 인구가 늘지 않는다.
로칼섬의 기